# Ла Шапель, Жан-Батист де
Жан-Бати́ст де Ла Шапе́ль (фр. Jean-Baptiste de La Chapelle; ок. 1710 года — ок. 1792 года, Париж) — французский аббат и математик. Принимал участие в математической части энциклопедии Дидро. Первым использовал слово «скафандр» для обозначения костюма из пробки, который бы позволял солдатам пересекать реки. 

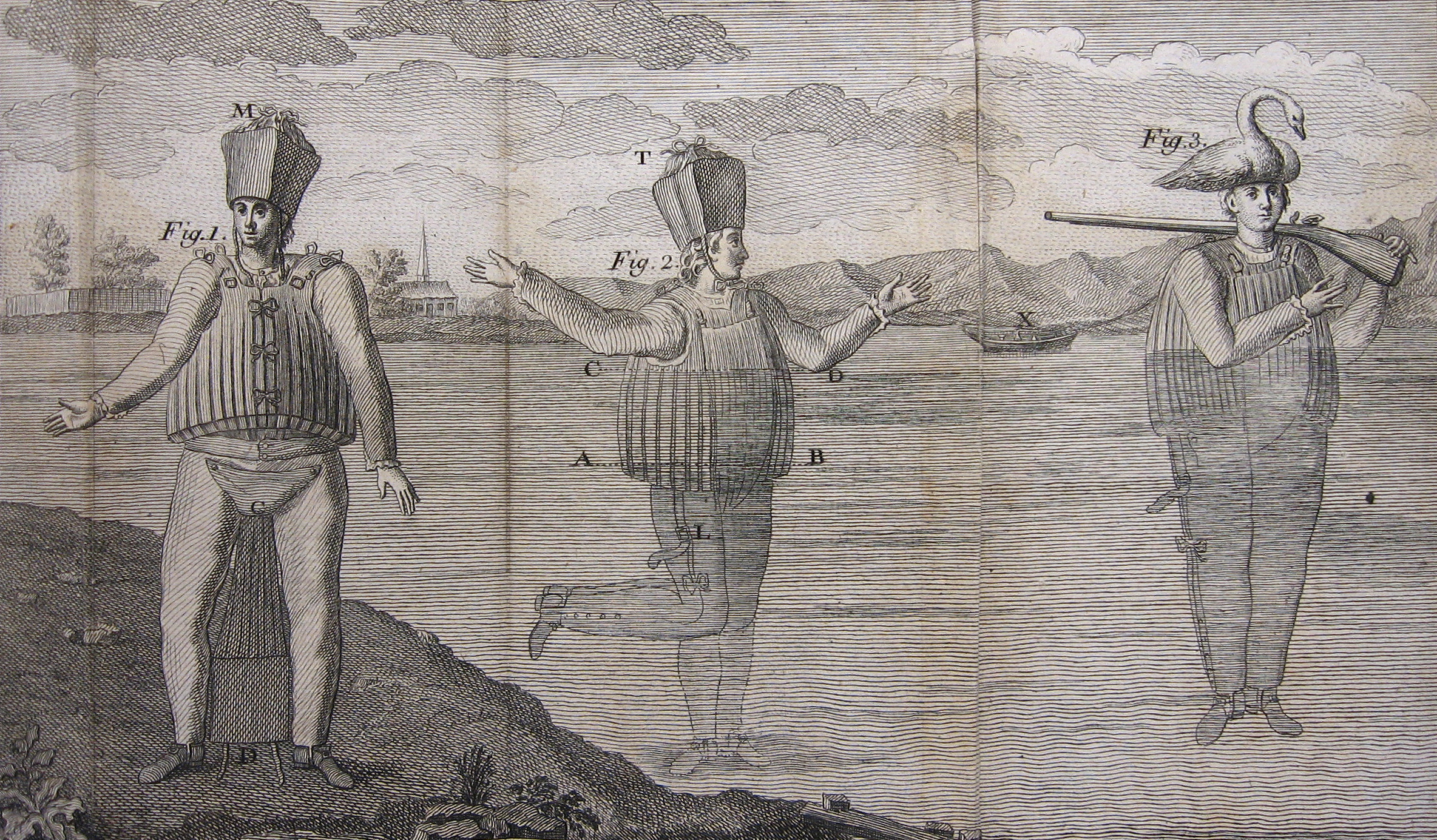
Гравюра изображает плавательный костюм Ла Шапеля (1775).

## Творчество
Его труды по математике долго пользовались известностью. Кроме того, он написал:
- «L’art de communiquer ses idées» (Париж, 1762), где изложил свои воззрения на воспитание;
- «Ventriloque ou l’Engastrimythe» (Лондон, 1762).

## Источник
- Шапель, французский ученый // Энциклопедический словарь Брокгауза и Ефрона : в 86 т. (82 т. и 4 доп.). — СПб., 1890—1907.